# 1 Центавра
Не следует путать 1 Центавра с j Центавра, l Центавра и Йота Центавра
1 Центавра — звезда в южном созвездии Центавра. 1 Центавра —(латинизированный вариант лат. 1 Centauri, 1 Cen) является обозначением Флемстида. i Центавра (латинизированный вариант лат. i Centauri, i Cen) является обозначением Байера, данное звезде в 1603 году У звезды также есть обозначение данное ей Гулдом — 265 G. Центавра (латинизированный вариант лат. 265 G. Centauri).
1 Центавра имеет видимую звёздную величину +4.23, и, согласно шкале Бортля, видна невооружённым глазом даже городском небе (англ. City sky). Из измерений параллакса, полученных во время миссии Hipparcos, известно, что звезда удалена примерно на 63,3 св. лет (19,4 пк) от Земли. Звезда наблюдается южнее 57° с. ш., то есть наблюдается южнее о-ов Рам (Шотландия), Готланд (Швеция), гг. Риги, Иваново и о. Кадьяк.
Средняя пространственная скорость 1 Центавра имеет компоненты (U, V, W)=(−43.4, −19.9, −12.7), что означает U=−43,4 км/с (движется от галактического центра), V=−19,9 км/с (движется против галактического вращения) и W=−12,7 км/с (движется в направлении галактического южного полюса). По небосводу звезда движется на юго-запад.
Звезда 1 Центавра движутся довольно быстро относительно Солнца: её радиальная гелиоцентрическая скорость равна −22 км/с, что в 2,2 раза больше скорости местных звёзд Галактического диска, а также это значит, что звезда приближается к Солнцу. Звезда приблизится к Солнцу на расстояние 57 св. лет через 166 000 лет, когда она увеличит свою яркость на 0,21m до величины 4,02m (то есть звезда будет светить примерно как Йота Персея или Азеллюс Примус светят сейчас).

## Свойства двойной системы
1 Центавра— это близкая пара спектрально-двойных звёзд, которую можно изучить только с помощью спектрографа. Спектрографические изображения, полученные в Южноафриканской астрономической обсерватории между 1921 и 1923 годами, показали, что эта звезда имеет переменную лучевую скорость, что указывало на то, что это спектроскопическая двойная звездная система. Обе звезды вращаются друг вокруг друга с периодом обращения, 9,945 д., что соответствует большой полуоси орбиты между компаньонами, по крайней мере, 0,1 а.е. (14 959 787 км.) (для сравнения радиус орбиты Меркурий равен 0,387 а.е. и период обращения равен 87,97 д.). У орбиты довольно большой эксцентриситет, который равен 0,25. Вторичный компонент имеет малую массу и светимость (вероятно, красный карлик) и выводится только из орбитального движения более массивной звезды. В процессе орбитального движения звёзды, то сближаются на расстояние 0,075 а.е., то удаляются на расстояние 0,125 а.е..
Если мы будем смотреть из окрестностей 1 Центавра B на 1 Центавра A, то мы увидим огромную жёлто-белую звезду, которая светит с яркостью −33,76m, то есть с яркостью 257 светимости Солнц (в зависимости от положения звезды на орбите). Причём угловой размер звезды будет — 9,68°, то есть в 19,35 раз больше нашего Солнца.

## Свойства звезды
1 Центавра — карлик спектрального класса F2V, как его даёт проект NStars, что указывает на то, что водород в ядре звезды служит ядерным «топливом», то есть звезда находится на главной последовательности. Звезда излучает энергию со своей внешней атмосферы при эффективной температуре около 6898 К, что придаёт ей характерный жёлто-белый цвет звезды спектрального класса F.
Масса звезды весьма типична для её спектрального класса и составляет 1,35 {\displaystyle M_{\bigodot }}.
В связи с небольшим расстояние до звезды её радиус может быть измерен непосредственно, и такая попытка была сделана в 1967 году Данные об этом измерении приведены в таблице:
| Год  | m    | Спектр | D (mas) | Rабс ({\displaystyle R_{\bigodot }}) | Комм.  |
| 1967 | 4.23 | F2III  | —       | 1.3                                  | [ 19 ] |
| 1969 | 4.22 | F2III  | 0.81    | —                                    | [ 20 ] |

Сейчас, после исследования мисси Gaia, мы знаем, что радиус звезды равен 1,82 {\displaystyle R_{\bigodot }}, что несколько великовато для звезды её спектрального класса.
Светимость звезды, равная 5,857 {\displaystyle L_{\bigodot }}, типична для звезды спектрального класса F2. Для того, чтобы планета, аналогичная нашей Земле, получала примерно столько же энергии, сколько она получает от Солнца, её надо было бы поместить на расстоянии 2,42 а. е., то есть во внутренную часть главного Пояса астероидов, а более конкретно на орбиту астероида Геба, чья большая полуось орбиты примерно равна этой величине. Причём с такого расстояния 1 Центавра выглядела бы на 20 % меньше нашего Солнца, каким мы его видим с Земли — 0,40° (угловой диаметр нашего Солнца — 0,5°).
Звезда имеет поверхностную гравитацию типичную для карлика 4,25 ± 0,14 СГС или 177,8 м/с2, то есть в 1,51 раза меньше, чем на Солнце (274,0 м/с2), что может объяснятся большим радиусом звезды. Звезды, имеющие планеты, имеют тенденцию иметь большую металличность по сравнению Солнцем, но 1 Центавра имеет значение металличности −0,09, то есть почти на 19 % меньше, чем на Солнце. 1 Центавра вращается со скоростью почти в 43 раз больше солнечной и равной 86 км/с, что даёт период вращения звезды — 1,1 дня.
Возраст звезды 1 Центавра равен 1,193 млрд. лет и также известно, что звёзды с массой 1,35 {\displaystyle M_{\bigodot }} живут на главной последовательности порядка 4,32 млрд. лет, то таким обозом 1 Центавра ещё не скоро (примерно через 3,0 млрд. лет) станет красным гигантом, а затем, сбросив внешние оболочки, она станет белым карликом. Предполагая, что эволюция жизни на углеродной основе, носит универсальный характер и полагая, что в космосе действуют те же законы, что и на Земле, можно сказать, что на планете аналогичной Земле рядом с 1 Центавра эволюция находится на стадии архея, а более конкретно на стадии палеоархея: в это время появляются бактерии и содержание кислорода в атмосфере постепенно повышалось в результате деятельности древних живых организмов.
1 Центавра демонстрирует лёгкую переменность: во время наблюдений яркость звезды колеблется на 0.02m, изменяясь в пределах от 5.21m до 5.23m, без какой-либо периодичности (скорее всего у звезды несколько периодов), тип переменной — переменная звезда типа Дельты Щита.

## Ближайшее окружение звезды
Следующие звёздные системы находятся на расстоянии в пределах 20 световых лет от звезды 1 Центавра (включены только: самая близкая звезда, самые яркие (<6,5m) и примечательные звёзды). Их спектральные классы приведены на фоне цвета этих классов (эти цвета взяты из названий спектральных типов и не соответствуют наблюдаемым цветам звёзд):
| Звезда        | Спектральный класс | Расстояние, св. лет |
| Менкент       | K0IIIb             | 6.18                |
| Йота Центавра | A2V C              | 7.90                |
| HD 114613     | G4 IV              | 10.22               |
| Глизе 529     | K5.5Vk             | 19.51               |

Рядом со звездой, на расстоянии 20 световых лет, есть ещё порядка 10 красных, оранжевых карликов и жёлтых карликов спектрального класса G, K и M, которые в список не попали.